# 中泊町
40°58′N 140°26′E / 40.967°N 140.433°E
中泊町（日语：／ Nakadomari machi */?）是位於日本青森縣津輕半島的町，隸屬於北津輕郡。轄區地處津輕山地西側，並分為北部的小泊地和南部的中里地區。西邊與津輕市接壤，南邊和北邊與五所川原市接壤，岩木川流經西部邊界並往北注入十三湖，當地人口則多集中在國道339號沿線與津輕中里站周圍。當地以農業和林業為主。

## 地理
中泊町境內約60%的面積被山林覆蓋，位於岩木川河口末端的平原地區是地下水位相當高，低窪且潮濕的土地。因舊中里町與舊小泊村位於兩處不相連的地方，使中泊町被五所川原市分開成二個不同地區。北邊的小泊地區多被山地和丘陵覆蓋，海拔229公尺的尾崎山坐落於向西南邊延伸的權現崎上；西邊面向日本海的海岸多為海蝕崖，東部地區的邊界則以海拔586公尺的矢形石山為主，與海拔400至500公尺，高度較低的山峰相連，此地人口則多集中在小泊港和下前漁港周圍。

### 氣候
中泊町在氣候上屬於日本海側氣候。夏季多為晴天，但5月至9月寒冷潮濕的東北風對當地的農作物造成冷害。冬季從日本海吹來的濕氣在當地降下大雪，加上來自西伯利亞的高氣壓的影響，使中泊町在冬天也會發生地吹雪 (暴風雪) 的現象。

## 歷史
中里地區在平安時代形成以農耕為主的聚落，並在之後挖掘和架設防禦用的壕溝與柵欄。中世紀時，這些聚落在安藤氏的興盛時期作為城館而加以利用，但由於南部氏攻擊當地而被廢除。小泊地區境內曾發現許多跟捕魚和製鹽有關的遺蹟。中世紀時，記載松前藩歷史的新羅之記録中記載，嘉吉2年 (1442年) 秋天，失去十三湊控制權的安藤氏撤退至小泊地區的柴崎城，並於翌年冬天逃往北海道。
平成17年 (2005年) ，舊中里町與小泊村合併成現在的中泊町。

## 行政
- 町長：小野俊逸 （三任） 任期：2013年（平成25年）4月23日
  - 出生於1942年（昭和17年）7月29日（65歳） 簡歷（舊中里町：教育委員、財務員、町長）
- 町議會：15人

## 交通

### 鐵道
- 津輕鐵道
  - 津輕鐵道線：大澤內車站 - 深鄉田車站 - 津輕中里車站

北海道旅客鐵道海峽線（包括北海道新幹線）的青函隧道沿國道339號龍泊線（舊小泊村北部）地底經過本町。

### 巴士
- 弘南巴士
  - 長富、金木、中里、小泊線（五所川原⇔金木⇔中里⇔相内⇔下前⇔小泊）
  - 十三線（五所川原⇔木造⇔車力⇔十三⇔相内⇔下前⇔小泊）
- 中泊町地域間連絡巴士（弘南巴士運行委託）
  - 中里パルナス⇔小泊診療所前

### 道路
- 國道339號
- 青森縣道12號鰺澤蟹田線
- 青森縣道102號大澤內停車場線
- 青森縣道103號津輕中里停車場線
- 青森縣道183號富野大澤內線
- 青森縣道189號富萢薄市線
- 青森縣道197號神原中里線

## 觀光
- 十三湖
- 不動瀑布
- 尾別牧場
- 大導寺牧場
- 瀧之澤故鄉防砂愛之地
- 中里城史跡公園
- 中里城遺跡（中里字龜山）縣史跡，古代防禦性的環壕村落，中世紀的城館。 （页面存档备份，存于），
- 町立博物館（中里字紅葉坂）
- 運動公園
- 中泊町森林公園
- 中泊町特產物直賣所「Pure」
- 櫻花觀賞公園
- 權現崎
- 小說「津輕」之像記念館
- 峽谷之家
- 道之驛「ポントマリ」

## 地域

### 教育
學校教育
- 青森縣立中里高校
- 青森縣立金木高校中泊町立小泊分校
- 中泊町立中里中學
- 中泊町立小泊中學
- 中泊町立中里小學
- 中泊町立武田小學
- 中泊町立薄市小學
- 中泊町立小泊小學

學校教育以外的施設
- 中里職業能力開發學校（認定職業訓練基於職業訓練設施）

### 神社、寺院
- 稻荷神社
- 神明宮
- 中里八幡宮
- 胸肩神社
- 猿賀神社
- 弘法寺
- 妙法寺
- 弘誓寺
- 般若寺
- 善導寺
- 真勝寺
- 光勝寺

## 姐妹城市、友好都市

### 國內
- 宮崎縣小林市 - 2001年（平成13年）11月11日 教育、文化、產業的交流。
- 栃木縣那須烏山市 - 教育、文化的交流。

## 本地出身的名人
- 三上寛（民俗歌手，舊小泊村）
- 三上枝織（聲優）
- 源氏山賴五郎（原相撲關脇，舊中里町）
- 十三之浦金四郎（原相撲前頭，舊中里町）
- 津輕國芳隆（原相撲十兩，舊中里町）
- 出羽之花義貴（原相撲關脇，舊中里町）
- 横山英樹（本地演員，舊中里町）
- 米塚義定（柔道家、原柔道美國代表監督，舊中里町）
- 寶富士大輔（現相撲手，最高位關脇，舊中里町）
- 井沼清七（前奧運短跑選手，舊中里町）
- 升田世喜男（眾議院議員，舊小泊村）
- 阿武咲奎也:現相撲手，最高位小結